# Giải Bóng chuyền nữ Quốc tế Cúp LienVietPostBank
Giải bóng chuyền nữ quốc tế LienVietPostBank Cup là một giải đấu thuộc hệ thống thi đấu của Liên Đoàn bóng chuyền Việt Nam. Đây là giải đấu có tổng số tiền thưởng cao nhất trong hệ thống (lên đến 40.000 USD).

## Lịch sử
| 2011 Chi tiết | Nhà thi đấu thể dục thể thao tỉnh Bắc Ninh | Thông tin LienVietPostbank | Vietsov Petro              | CLB Ngân hàng Công thương Việt Nam | PVOil Thái Bình       |
| 2012 Chi tiết | Nhà thi đấu thể dục thể thao tỉnh Bắc Ninh | Liaoning                   | Thông tin LienVietPostbank | Ngân hàng Công thương              |                       |
| 2013 Chi tiết | Nhà thi đấu thể dục thể thao tỉnh Bắc Ninh | Thông tin LienVietPostbank | Tứ Xuyên                   | VTV Bình Điền Long An              | Ngân hàng Công thương |